# Холмы Просекко в Конельяно и Вальдоббьядене
Холмы Просекко в Конельяно и Вальдоббьядене — объект Всемирного наследия ЮНЕСКО, представляющий собой группу холмов, расположенных в провинциях Тревизо и Венето, для которых характерна винодельческая территория района Просекко ди Конельяно-Вальдоббьядене.
Включены в список объектов Всемирного наследия ЮНЕСКО в 2019 году. После первого отклонения в 2018 году, уже в 2019 году во время 43-й сессии ЮНЕСКО, проходившей в Баку в Азербайджане, они стали 55-м итальянским объектом и 8-м в регионе Венето, признанным всемирным наследием.
Расположенные на северо-востоке Италии, в провинции Тревизо (Венето), холмы Просекко простираются на восток-запад от Витторио Венето до Вальдоббьядене.
Основная зона (то есть территория, признанная объектом всемирного наследия и, соответственно, подлежащая охране и защите) охватывает площадь 9 197,45 га и включает холмистые районы в муниципалитетах Вальдоббьядене, Видор, Мьяне, Фарра-ди-Солиго, Пьеве-ди-Солиго, Фоллина, Чизон-ди-Вальмарино, Рефронтоло, Сан-Пьетро-ди-Фалетто, Ревине Лаго, Тарцо и Витторио-Венето. Буферная зона (9 769,80 га) включает холмистые земли меньшей важности в границах муниципалитетов  Конельяно, Сузегана и Сан-Вендемиано.
Одновременно Италия приняла обязательства по сдерживанию урбанизации муниципалитетов Каппелла-Маджоре, Колле-Умберто, Кодонье, Кординьяно, Фрегона, Годега-ди-Сант-Урбано., Марено-ди-Пьяве, Мориаго-делла-Батталья, Сармеде, Сан-Фьор, Серналья -делла-Батталья, Сегузино, Санта-Лючия-ди-Пьяве и Ваццола. Разрастание данных поселений способно пагубно отразиться на охраняемой территории.
Для холмов характерна особая геологическая структура, называемая хогбеком, то есть они представляют собой серию холмов с узким гребнем и крутыми склонами с обеих сторон, перемежающимися небольшими параллельными долинами.
Участок включает в себя бо́льшую часть винодельческого района DOCG Просекко ди Конельяно-Вальдоббьядене.

## Смотри так же
- Винодельческий ландшафт острова Пику
- Ландшафт посевов в Токайском винодельческом регионе